# Đậu hoàng hậu (Hán Chương Đế)
Chương Đức Đậu Hoàng hậu (chữ Hán: 章德竇皇后; ? - 14 tháng 8, 97), cũng gọi Chương Đức Đậu Thái hậu (章德竇太后), Đông Hán Đậu Thái hậu (東漢竇太后), là Hoàng hậu duy nhất của Hán Chương Đế Lưu Đát trong lịch sử Trung Quốc.
Bà là một vị Hoàng hậu có ảnh hưởng đến tình hình chính trị trong suốt triều đại của chồng mình là Hán Chương Đế, tiếp đó đến thời của con trai ông là Hán Hòa Đế với tư cách là Hoàng thái hậu. Bà trực tiếp xen vào việc chính sự, can thiệp bằng thế lực ngoại thích qua anh trai bà Xa Kỵ đại tướng quân Đậu Hiến, vị tướng lừng lẫy với chiến tích đánh dẹp Hung Nô. Đậu Thái hậu là Thái hậu đầu tiên của Đông Hán thực hiện nhiếp chính, đã mở đầu cho một chuỗi liên tiếp việc ngoại thích nắm đại quyền nhà Hán qua các thời đại về sau.

## Thân thế
Chương Đức Thái hậu không rõ tên thật và năm sinh, bà xuất thân từ danh gia Phù Phong Đậu thị (扶風竇氏), người Phù Phong, Bình Lăng (扶風平陵; nay là Bảo Khê, Thiểm Tây). Tằng tổ phụ là Đông Hán Khai quốc công thần, nhậm Tư không, tước An Phong hầu Đậu Dung (竇融), vốn là hậu duệ 7 đời của Đậu Quảng Quốc (竇廣國) - em trai của Hiếu Văn Đậu hoàng hậu. Cả nhà ở tại Trường An, xuất nhập quý thích, liên kết làng xóm hào kiệt, lấy nhậm hiệp làm danh.
Tổ phụ Đậu Mục (竇穆), cưới Nội Hoàng công chúa (內黃公主) nên được làm đến "Môn Thành Giáo úy" (城门校尉), thân phụ Đậu Huân (竇勳), nghênh thú Tỷ Dương công chúa (沘陽公主) - con gái của Đông Hải Cung vương Lưu Cương, con trai đầu của Hán Quang Vũ Đế Lưu Tú. Tỷ Dương công chúa sinh Đậu Hiến cùng Đậu thị; ngoài ra còn có Đậu Đốc (竇篤), Đậu Cảnh (竇景) cùng Đậu Côi (窦瑰) đều là con của thiếp thất. Do gia thế rất hiển hách nên ông nội và cha bà thấy bấy giờ khá là đắc ý. Sau đó, Đậu gia phạm trọng tội, bị bắt và xử tử, riêng Tỷ Dương công chúa và hai con gái được gia ân, cho phép ở lại kinh đô Lạc Dương. Do gia thế sa sút, Tỷ Dương công chúa thường mời các Tương công xem tướng vận, bọn họ nhìn vào đều nói Đậu thị nhất định sẽ đại tôn đại quý, không phải là một mệnh phụ bình thường. Lớn lên, Đậu thị vô cùng thông minh và xinh đẹp, 6 tuổi có thể đọc sách và biết chữ, sớm nổi tiếng khắp thành Lạc Dương.

## Nhập cung Hán
Năm Kiến Sơ thứ 2 (77), tháng 8, bà cùng em gái được tuyên vào trong Trường Lạc cung (長樂宮), phong độ dung mạo đều thực xuất chúng. Khi ấy, Hán Chương Đế nghe tiếng nhan sắc Đậu thị, nhiều lần hỏi các Phó mẫu (các Nữ quan dạy dỗ cung tần trong cung), ngay cả Mã Thái hậu khi trông thấy Đậu thị cũng cảm thấy người này thực khác thường, nên giữ lại ở trong Dịch đình. Khi đến Dịch đình, Đậu thị đã nhân đó đến Bắc cung Chương Đức điện (章德殿), Đậu thị thiên tính nhanh nhẹn, tận tâm mà biết ứng tiếp, trên dưới trước sau xã giao rất được thể diện, cho nên thanh danh từng ngày lan truyền ra.
Năm Kiến Sơ thứ 3 (78), ngày 2 tháng 3, Hán Chương Đế ra chỉ lập bà làm Hoàng hậu, em gái làm Quý nhân, truy tôn cha bà Đậu Huân làm An Thành Tư hầu (安成思侯). Từ đó, Đậu thị chuyên sủng hậu cung, nhưng mãi mà Đậu hậu vẫn không có con.
Mã Thái hậu rất yêu quý Tống Quý nhân, yêu cầu Hán Chương Đế phải lập con của Tống thị là Lưu Khánh làm Thái tử. Đậu hậu lúc đó không có con, nên bèn chọn con trai của Lương quý nhân là Hoàng tử Lưu Triệu làm con nuôi, hòng học tập theo Mã Thái hậu nhận nuôi Hán Chương đế trước đó. Sau khi Mã Thái hậu qua đời, Đậu hậu bèn lên kế hoạch phế truất Tống quý nhân cùng con trai là Thái tử Lưu Khánh. Bà bí mật nhờ anh là Đậu Hiến thu thập các bằng chứng phạm tội của nhà họ Tống, đồng thời mua chuộc các cung nữ, hoạn quan bên phía Tống Quý nhân.
Năm Kiến Sơ thứ 6 (81), Tống Quý nhân lâm bệnh, cơn bệnh khiến bà rất thèm Chi Tơ hồng nên yêu cầu gia đình đưa vào cung. Nhân đó, Đậu hoàng hậu tố cáo Tống quý nhân đưa vật lạ vào cung để làm trò phù thủy trong cung. Các Hoàng đế nhà Hán sau sự kiện của Hán Vũ Đế, đã rất nhạy cảm đến chuyện đồng cốt, pháp sư ở trong cung, nên việc này khiến Hán Chương Đế nổi trận lôi đình, liền phế truất Thái tử Lưu Khánh. Tống Quý nhân bị phế và bị giải vào ngục, sau bị ép tự vẫn. Thái tử Lưu Khánh bị phế thành Thanh Hà vương, còn Lưu Triệu được lập làm Thái tử, do Đậu hoàng hậu nuôi dưỡng. Năm thứ 7 (82), truy tặng cha của Đậu hậu làm An Thành Tư hầu (安成思侯). Nhà họ Lương của Lương Quý nhân có được cháu là Thái tử nên lấy làm vui mừng. Họ Đậu khi biết được, cảm thấy không vui vì tương lai sẽ cùng họ Lương san sẻ ảnh hưởng đến Lưu Triệu, Đậu hậu bèn tìm cách tiêu diệt luôn dòng họ Lương.
Năm Kiến Sơ thứ 8 (83), Đậu hậu tố cáo Lương Tủng - cha của Lương Quý nhân nhiều tội trạng vô căn cứ nhưng Chương Đế vẫn tin, ra lệnh giam Lương Tủng vào ngục khiến ông chết trong đó. Lương Quý nhân đau buồn quá độ mà mất theo. Họ Đậu dần dần trở thành ngoại thích mới có thế lực. Khi Hán Chương Đế không còn tin dùng dòng họ Mã của Mã Thái hậu quá cố, ông thay thế bằng hai người anh của bà là Đậu Hiến và Đậu Đốc, Đậu Hiến nhậm chức Thị trung (侍中), kiêm Dũng sĩ Trung lang tướng (虎贲中郎将); còn Đậu Đốc nhậm Hoàng môn Thị lang (黄门侍郎). Hai anh em cùng mông thân hạnh, xuất nhập nội cung, lại có em gái làm Hoàng hậu nên khí thế hơn người. Đây là lần đầu tiên trong lịch sử ngoại thích nhà Hán, thế lực của Hoàng hậu lại mạnh hơn thế lực của Thái hậu.
Khi ấy Đậu Hiến áp bức Thấm Thủy công chúa Lưu Trí - con gái của Hán Minh Đế, thu mua luôn vườn rau của công chúa, công chúa sợ khí thế của Hiến mà nhẫn nhịn. Sau, Hán Chương Đế qua nơi đây, chỉ hỏi vườn rau, Đậu Hiến bị tội, Chương Đế khi ấy cực kỳ giận dữ. Đậu hậu phải tháo trâm rũ tóc, cầu tình Hoàng đế, Đậu Hiến mới được tha cho. Tuy lần này Đậu Hiến thoát, song từ đó Hán Chương Đế không còn trọng dụng Đậu Hiến nữa.

## Lâm triều
Năm Chương Hòa thứ 2 (88), Hán Chương Đế băng hà. Con trai là Thái tử Lưu Triệu mới 9 tuổi đăng cơ tức Hán Hòa Đế, Hoàng hậu Đậu thị trở thành Hoàng thái hậu.
Do Hoàng đế còn nhỏ tuổi, Đậu Thái hậu lâm triều xưng chế, mở đầu cho việc Thái hậu nhiếp chính của thời Đông Hán. Ngay lập tức, Đậu Thái hậu nghĩ đến việc củng cố thế lực. Bà tôn mẹ làm Trưởng công chúa, ban thực ấp hơn 3.000 hộ. Đậu Hiến nhậm Thị trung, đứng đầu ngoại thích họ Đậu, có thể xuất tuyên cáo mệnh; Đậu Đốc được Hán Chương Đế di chiếu làm Hổ bí Trung lang tướng (虎贲中郎将), còn Đậu Cảnh cùng Đậu Coi nhậm Trung thường thị (中常侍), cả nhà họ Đậu quyền khuynh thiên hạ.
Thị trung Đậu Hiến rất giỏi dẫn dắt, ông thấy Thái úy Đặng Bưu là người ngay thẳng, nên vận động Đặng Bưu lên làm Thái phó, hễ khi Đậu Hiến muốn làm gì, đều vận động Đặng Bưu thay mình đề nghị lên triều đình, còn bản thân Hiến sẽ đích thân nói với Thái hậu. Mặc khác, Truân kỵ Giáo úy Hoàn Úc mấy thế hệ đều làm Đế sư, nên lần này Đậu Hiến liền đề cử Hoàn Úc làm thầy dạy cho Hán Hòa Đế. Trong ngoài hiệp trợ như vậy, căn cơ của Đậu Hiến thực vững. Đối với người làm mình phật ý, Đậu Hiến rất kì kèo thù dai. Khi ông đã có quyền thế, liền truy tìm kẻ đã xử chết cha ông là Yết Giải, bắt người này bị cách chức rồi chết thảm. Hay như Đô Hương hầu Lưu Sướng, được đến tham bái tang lễ của Chương Đế, sau rất được Đậu Thái hậu yêu thích, thường triệu vào cung. Đậu Hiến biết, sợ người này sẽ san sẻ chia phân quyền lực của mình, bèn sử dụng quân binh giết đi, còn đổ tội cho em trai là Lợi hầu Lưu Cương. Đậu Thái hậu cực kỳ giận dữ, từ đó không cho Đậu Hiến dự vào việc trong cung nữa.
Biết Đậu Thái hậu tức giận, Đậu Hiến xin cầm quân đi đánh Bắc Hung Nô để chuộc tội và đã lập được đại công, ông được phong tước "Xa kỵ tướng quân" (車騎將軍), lĩnh binh cùng Cảnh Bình đi trấn áp Bắc Hung Nô. Cuộc chiến này Đậu Hiến toàn thắng trở về. Năm Vĩnh Nguyên nguyên niên (89), tháng 9, Đậu Thái hậu nhân danh Hán Hòa Đế, phong Đậu Hiến làm Đại tướng quân (大将军), phong làm Vũ Dương hầu (武暘侯), thực ấp 20.000 hộ. Đại tướng quân quan chức ở dưới Tam công, ấn Thái úy tiêu chuẩn thiết trí quan thuộc. Lúc này Đậu Hiến quyền trấn triều đình, nhóm công khanh cùng nghênh ý chỉ, tấu thỉnh triều đình để Đại tướng quân Đậu Hiến ở trên Tam công. Đậu Hiến hồi kinh, thiết trí khao ban thưởng tướng sĩ, những tử đệ của trưởng quan các quận đã tùy Đậu Hiến xuất chinh đều thăng lên làm Thái tử Xá nhân. Ngoài Đậu Hiến, Đậu Đốc cũng thăng Vệ úy, Đậu Cảnh cùng Đậu Côi nhậm Thị trung, Phụng xa, Phò mã Đô úy; chức tước cứ thế tăng lên hằng ngày, nên anh em 4 người bọn họ đều đại tu dinh thự, xe ngựa hàng vạn, cực kỳ xa xỉ.
Năm Vĩnh Nguyên thứ 2 (90), triều đình ấn định tấn phong ngoại thích họ Đậu dự hàng Liệt hầu. Đậu Hiến phong Quán quân hầu (冠軍侯), thực ấp 20.000 hộ; còn Đậu Đốc phong Yển hầu (郾侯), Đậu Cảnh phong Nhữ Dương hầu (汝暘侯) và Đậu Côi phong Hạ Dương hầu (夏暘侯), mỗi vị 6.000 hộ thực ấp. Trong số này, riêng Đậu Hiến quyết không chịu nhận tước.
Năm Vĩnh Nguyên thứ 4 (92), Đậu Hiến cùng vây cánh là Đặng Điệp, Đặng Lỗi, Quách Tử cùng Quách Hoàng bị hạch tội mưu nghịch, lệnh tru trảm. Sự việc chi tiết không được ghi trong chính sử, nhưng đại khái rằng Hán Hòa Đế dường như rất ghét Đậu Hiến vì sự chuyên quyền của ông ta. Bên cạnh đó, Thanh Hà Hiếu vương Lưu Khánh, anh trai của ông cùng hoạn quan Trịnh Chúng đã khích lệ cho ông dẫn đến ông ra lệnh quân lính bắt giam Đậu Hiến, thu hồi ấn tín Đại tướng quân, buộc Đậu Hiến cùng Đậu Đốc, Đậu Cảnh và Đậu Côi bị giam ở đất phong, sau đó tất cả đều bị lệnh phải tự sát. Theo đó, Hán Hòa Đế còn xử tử nhiều người họ Đậu khác nhưng vẫn tôn thờ Đậu Thái hậu rất hiếu thảo.

## Băng thệ nghị truất
Năm Vĩnh Nguyên thứ 9 (97), ngày 14 tháng 8, Hoàng thái hậu Đậu thị băng thệ. Không rõ bao nhiêu tuổi.
Đậu Thái hậu còn chưa kịp mai táng, chị của Lương Quý nhân quá cố đã thượng thư trần thuật sự việc Lương Quý nhân uổng mạng khi xưa. Thái úy Trương Bô (张酺), Tư đồ Lưu Phương cùng Tư không Trương Phấn (张奋) thượng tấu, theo tiền lệ Hán Quang Vũ Đế truy phế Lữ hậu, xin không gia tôn thụy hiệu cho Đậu Thái hậu, cũng không cho Đậu Thái hậu an táng yên ổn, nhập vào hoàng lăng hợp táng cùng Hán Chương Đế. Hán Hòa Đế ban viết:
| “                                          | 窦氏虽不遵法度，而太后常自减损。朕奉事十年，深惟大义，礼，臣子无贬尊上之文。恩不忍离，义不忍亏。案前世上官太后亦无降黜，其勿复议。 . Đậu thị gia tộc không tuân pháp độ, nhưng Thái hậu thường tự khiêm tốn. Ta phụng sự 10 năm, suy xét đại nguyên tắc, ở lễ nghi phương diện, thần tử không có quyền giảm đi nghi lễ của thượng chủ. Có ân đức không đành lòng phân ly, có nhân nghĩa không đành lòng bạc đãi. Tây Hán Thượng Quan Hoàng thái hậu, có cha Thượng Quan An cùng Yên vương Lưu Đán mưu sự phản loạn, mà Thái hậu tuổi còn trẻ, lại là ngoại tôn nữ của Hoắc Quang, cũng không bị hàng truất. Chúng khanh không cần lại nghị luận. | ” |
| — Hậu Hán thư - "Chương Đức Đậu hoàng hậu" | |   |

Đối với Lương Quý nhân là mẹ đẻ, Hán Hòa Đế truy tôn bà ấy làm Cung Hoài hoàng hậu cùng gia quyến, truy tôn thụy hiệu cho Đậu Thái hậu là Chương Đức hoàng hậu (章德皇后), với một ý nghĩa đoan chính, hiền thục đầy chất tôn trọng. Ngày 29 tháng 8, hợp táng Chương Đức hoàng hậu Đậu thị bên cạnh Hán Chương Đế trong Kính lăng (敬陵).